# Orin
Orin ist eine französische Gemeinde mit 266 Einwohnern (Stand 1. Januar 2022) im Département Pyrénées-Atlantiques in der Region Nouvelle-Aquitaine (vor 2016: Aquitanien). Sie gehört zum Arrondissement Oloron-Sainte-Marie und zum Kanton Oloron-Sainte-Marie-1 (bis 2015: Kanton Oloron-Sainte-Marie-Ouest).
Der Name stammt aus dem lateinischen orinium (deutsch Landgut des Orinius). Die Bewohner werden Orinois und Orinoises genannt.

## Geographie
Orin liegt ca. 8 km nordwestlich von Oloron-Sainte-Marie im Josbaig-Tal in der historischen Provinz Béarn.
Umgeben wird der Ort von den Nachbargemeinden:
|         | Poey-d’Oloron                               |         |
| Géronce | Kompassrose, die auf Nachbargemeinden zeigt | Verdets |
|         | Esquiule                                    | Moumour |

Orin liegt im Einzugsgebiet des Flusses Adour am linken Ufer des Gave d’Oloron, einem Nebenfluss des Gave de Pau. Der Ruisseau de Tastillat, auch Maü-Va genannt, mündet in Orin in den Gave d’Oloron. Außerdem strömt der Josset, ein Nebenfluss des Joos, durch das Gebiet der Gemeinde.

## Geschichte
Bei der Volkszählung des Béarn im Jahre 1385 wurden in Orin 20 Haushalte gezählt, und das Dorf gehörte zur Bailliage von Oloron. Die Grundherrschaft lag bei den Bischöfen von Oloron, denn Orin gehörte zum Baronat von Moumour, dass unter der Leitung des Bistums lag. Es gab ein Laienkloster, Vasall des Vicomtes von Béarn, das 1365 erstmals in den Aufzeichnungen erwähnt und im Jahre 1385 aufgeteilt wurde. Von 1775 bis zur Französischen Revolution war das Laienkloster zuletzt im Besitz der Familie Navailles-Mirepeix.
Toponyme und Erwähnungen von Orin waren:
- Orii (1385, Volkszählung im Béarn),
- Ory und Ori (1538 bzw. 1544, Manuskriptsammlung des 16. bis 18. Jahrhunderts),
- Sanctus-Martinus d’Orin (1609, Veröffentlichungen des Bistums Oloron),
- Ouri und Aurin (1675, Manuskriptsammlung des 16. bis 18. Jahrhunderts) und
- Orin (1750, 1793 und 1801, Karte von Cassini, Notice Communale bzw. Bulletin des Lois).[5][6][7]

### Einwohnerentwicklung
Nach einem Höchststand der Einwohnerzahl von 390 in der ersten Hälfte des 19. Jahrhunderts reduzierte sich die Zahl bei kurzen Erholungsphasen bis zu den 1920er Jahren auf ein Niveau von rund 200 Einwohnern, das in der Folge gehalten wurde. Erst in jüngster Zeit ist ein moderater Aufwärtstrend erkennbar.
| Jahr      | 1962 | 1968 | 1975 | 1982 | 1990 | 1999 | 2006 | 2009 | 2022 |
| --------- | ---- | ---- | ---- | ---- | ---- | ---- | ---- | ---- | ---- |
| Einwohner | 227  | 205  | 216  | 201  | 178  | 207  | 198  | 201  | 266  |

## Sehenswürdigkeiten

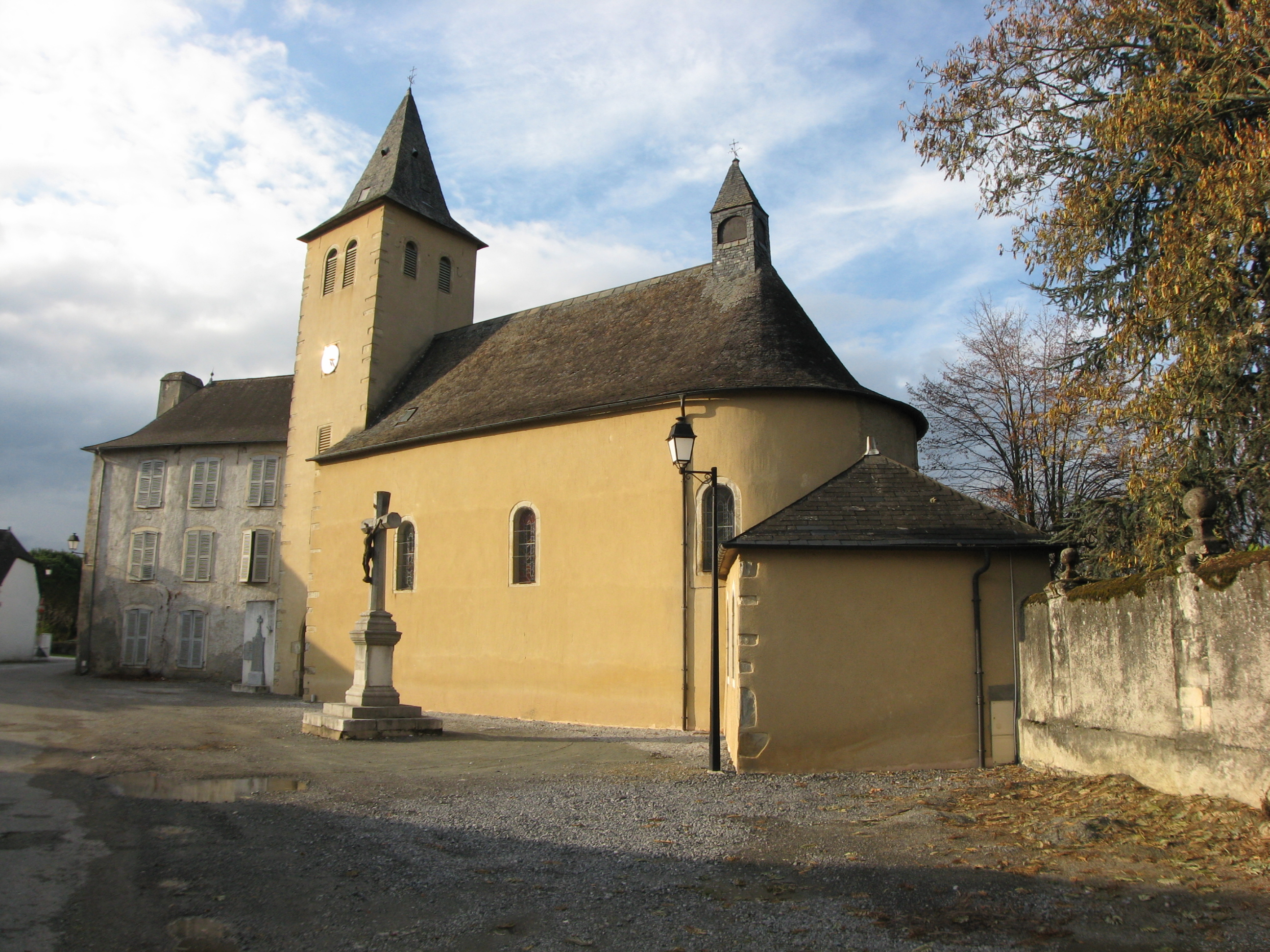
Pfarrkirche Saint-Martin und ehemaliges Laienkloster

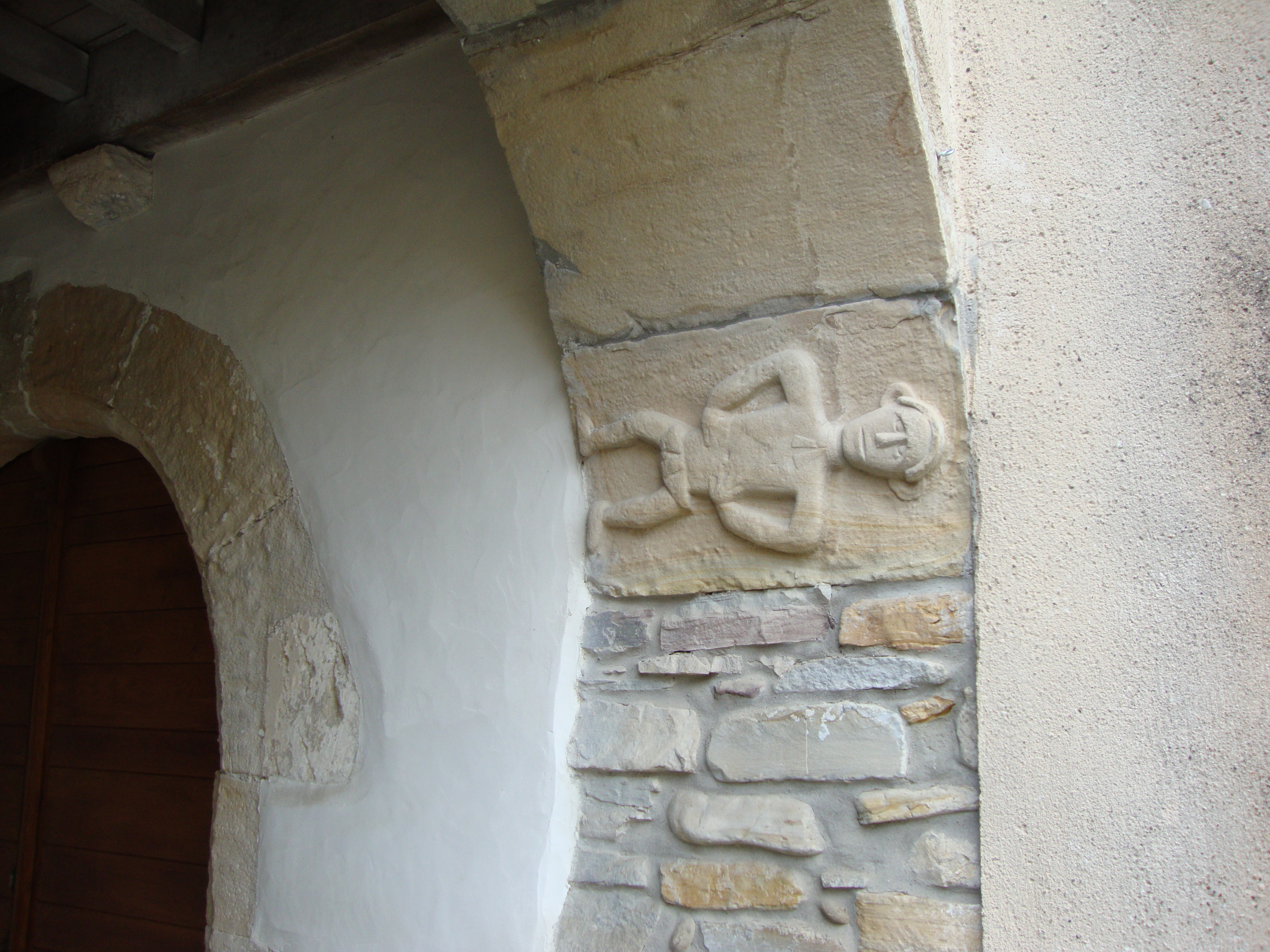
Eingang zum Vorbau der Pfarrkirche

- Pfarrkirche, geweiht Martin von Tours. Im Jahre 1335 erstmals erwähnt, war sie ursprünglich eine private Kapelle. Der Vorbau aus dem Jahre 1706 zeigt Skulpturen von rätselhaften Kämpfern. Der Glockenturm mit einem Zeltdach auf seinem Helm wurde im Jahre 1863 nach einem Brand erneuert. Das Langhaus ist von einer Apsis mit Apsiskalotte abgeschlossen. Das Haupt- und das Seitenschiff sind durch Spitzbogenarkaden getrennt, eine Seitenkapelle und der Chor sind durch eine dicke Wand abgetrennt. Der nördliche Teil der Kirche befindet sich im Park des angrenzenden Laienklosters. Es gibt einen heute zugemauerten Durchgang von der Pfarrkirche zur Kapelle des Laienklosters, der auf Umbauarbeiten im Jahre 1706 schließen lässt.[10] Auf dem Tabernakel des Altarretabels im Chor der Kirche steht eine Marienstatue mit Jesuskind. Über ihr wölbt sich ein Baldachin mit einer muschelförmigen Unterseite. Auf ihm ist eine geschlossene Königskrone aufgesetzt, an dessen Spitze eine Statuette vom heiligen Martin thront. Diese hat vermutlich eine Statuette ersetzt, die den auferstandenen Christus dargestellt hatte, was einer gängigeren Ikonografie entspricht. Die Tür des Tabernakels illustriert die Szene der Verspottung Christi mit einem segnenden Gottvater oberhalb und den Heiligen Petrus und Paulus zu beiden Seiten. Die Flügel des Tabernakels sind mit Flachreliefs verziert, die die Verkündigung des Herrn darstellen und von Schlangensäulen eingerahmt sind. Auf den seitlichen Voluten spielen vier Putten im Blattwerk. Das Retabel ist seit 1963 als Monument historique klassifiziert.[11][12]

- Laienkloster. Das große, l-förmig angeordnete Gebäude besitzt drei Stockwerke. Der viereckige, vierstöckige Turm im Winkel ist mit einem Zeltdach gedeckt und datiert vermutlich aus dem 15. Jahrhundert. Die Wände des Klosters sind aus Kieselsteinen, die in einem Farnblattmuster angeordnet sind, und die Hausecken werden durch Kalkplatten betont. Die Hauptfassade hat fünf Zwillingsfenster, während die Nordfassade im 18. Jahrhundert umgearbeitet wurde.[4]

## Wirtschaft und Infrastruktur

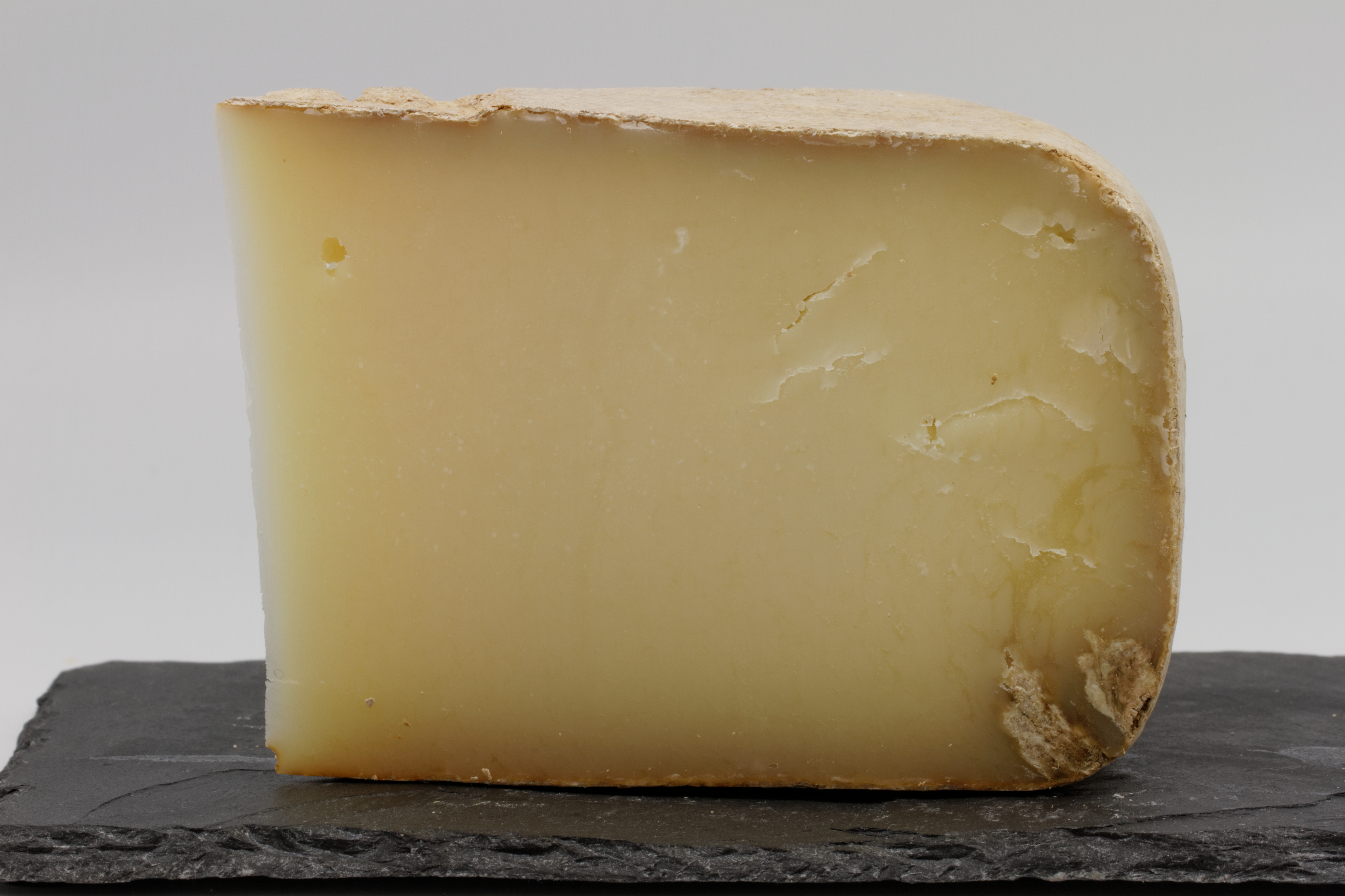
Ossau-Iraty

Orin liegt in den Zonen AOC des Ossau-Iraty, eines traditionell hergestellten Schnittkäses aus Schafmilch, sowie der Schweinerasse und des Schinkens „Kintoa“.

### Bildung
Orin verfügt über eine öffentliche Grundschule mit 23 Schülerinnen und Schülern im Schuljahr 2017/2018.

Logo des Jakobswegs

### Sport und Freizeit
Der Fernwanderweg GR 78 von Carcassonne nach Saint-Jean-Pied-de-Port führt durch das Zentrum der Gemeinde. Er folgt einem Nebenweg des Jakobswegs nach Santiago de Compostela.

### Verkehr
Orin ist erreichbar über die Routes départementales 836 und 936 (ehemalige Route nationale 636) und ist über eine Linie des Busnetzes Transports 64 über Oloron-Sainte-Marie und Mauléon-Licharre mit anderen Gemeinden des Départements verbunden.